# 小行星5356
小行星5356（英語：5356）是一颗围绕太阳公转的小行星。1991年3月21日，圓舘金、渡邊和郎在北见发现了此天体。
这颗小行星的绝对星等为266.8242545670109等。